# National Invitation Tournament 2019
Il National Invitation Tournament 2019 è stata la 82ª edizione del torneo. Si è disputato dal 19 marzo al 4 aprile 2019. La final four è stata giocata al Madison Square Garden di New York. Ha vinto il titolo la University of Texas at Austin, allenata da Shaka Smart. Miglior giocatore del torneo è stato eletto Kerwin Roach.

## Risultati

### Final Four
|  | Semifinali | Semifinali       | Semifinali |                 |    | Finale          | Finale | Finale |  |
|  |            |                  |            |                 |    |                 |        |        |  |
|  | 6          | WSU Shockers     | 64         |                 |    |                 |        |        |  |
|  | 6          | WSU Shockers     | 64         |                 |    |                 |        |        |  |
|  | 5          | Lipscomb Bisons  | 71         |                 |    |                 |        |        |  |
|  | 5          | Lipscomb Bisons  | 71         |                 | 5  | Lipscomb Bisons | 66     |        |  |
|  |            |                  |            |                 | 5  | Lipscomb Bisons | 66     |        |  |
|  |            |                  | 2          | Texas Longhorns | 81 |                 |        |        |  |
|  | 1          | TCU Horned Frogs | 2          | Texas Longhorns | 81 | 44              |        |        |  |
|  | 1          | TCU Horned Frogs |            |                 |    |                 |        |        |  |
|  | 2          | Texas Longhorns  | 59         |                 |    |                 |        |        |  |

## Squadra vincitrice
|    | Naz.                   | Ruolo | Sportivo           |  | Alt. |  |  |
| -- | ---------------------- | ----- | ------------------ |  | ---- |  |  |
| 1  | Stati Uniti (bandiera) | G     | Andrew Jones       |  | 193  |  |  |
| 2  | Stati Uniti (bandiera) | G     | Matt Coleman       |  | 180  |  |  |
| 3  | Stati Uniti (bandiera) | G     | Courtney Ramey     |  | 191  |  |  |
| 10 | Stati Uniti (bandiera) | C     | Jaxson Hayes       |  | 211  |  |  |
| 12 | Stati Uniti (bandiera) | G     | Kerwin Roach       |  | 193  |  |  |
| 13 | Stati Uniti (bandiera) | A     | Jase Febres        |  | 196  |  |  |
| 13 | Stati Uniti (bandiera) | C     | Jericho Sims       |  | 206  |  |  |
| 21 | Stati Uniti (bandiera) | A     | Dylan Osetkowski   |  | 206  |  |  |
| 33 | Stati Uniti (bandiera) | A     | Kamaka Hepa        |  | 206  |  |  |
| 55 | Canada (bandiera)      | P     | Elijah Mitrou-Long |  | 185  |  |  |

- Allenatore: Shaka Smart